# Мю-ритм
Мю-ритм (μ-ритм, роландический ритм, сенсомоторный ритм, аркоидный (arceau) ритм, аркообразный (wicket) ритм, гребенчатый ритм, дугообразный ритм) — ритм головного мозга — периодические колебания биопотенциалов в сенсомоторной области коры головного мозга на частоте 8 — 13 Гц (чаще всего 9 — 11 Гц). Эти колебания могут быть зарегистрированы методами электроэнцефалографии (ЭЭГ), магнитоэнцефалографии (МЭГ), или электрокортикографии (ЭКОГ). Наиболее выражен в состоянии физического покоя. В отличие от альфа-ритма, который возникает на аналогичной частоте в задней части головы над зрительной корой также в состоянии покоя, мю-ритм локализован над моторной корой. У человека подавление мю-ритма происходит, когда он или она выполняет какое-либо движение или, после определённой тренировки, когда он или она визуализирует (представляет) выполнение движений. Это подавление называется десинхронизация (уменьшение амплитуды сигнала), потому что причиной появления ритмических паттернов на ЭЭГ является синхронная активность большого числа нейронов. Кроме того, мю-ритм подавляется когда человек наблюдает за выполнением движений другого человека. Рамачандран и его коллеги предположили, что это является признаком того, что зеркальная нейронная система участвует в подавлении мю-ритма, однако, есть и противники этой теории. Мю-ритм представляет интерес для множества учёных. Например, при изучении развития нервной системы, интерес представляют подробности формирования мю-ритма в младенчестве и детстве и его роль в процессах обучения. Поскольку некоторые исследователи считают, что расстройства аутистического спектра (РАС) во многом связаны с изменениями в системе зеркальных нейронов, и что подавление мю-ритма отражает активность зеркальных нейронов, многие из этих учёных заинтересованы в изучении мю-ритма у людей с расстройствами аутистического спектра. Мю-ритм широко используется при построении мозг-компьютерных интерфейсов (МКИ). С развитием МКИ систем, врачи надеются дать людям с тяжёлыми инвалидностями новые способы коммуникации, средства для манипулирования и перемещения в пространстве.

## Зеркальные нейроны
Система зеркальных нейронов была открыта в 1990-е у макак. В ходе исследований были обнаружены нейроны, которые возбуждались, когда макаки выполняли простые задания, а также когда макаки наблюдали как кто-то другой выполнял такие же несложные задания. Это говорит о том, что эти нейроны играют важную роль в обработке мозгом чужих движений без их физического повторения. Эти нейроны называют зеркальными нейронами, и они образуют систему зеркальных нейронов. Мю-ритм подавляется, когда происходит возбуждение этих нейронов. Благодаря этому феномену учёные могут изучать активность зеркальных нейронов у человека. Имеются факты в пользу того, что зеркальные нейроны существуют как в организме человека, так и не человекообразных животных. Зеркальные нейроны у человека, предположительно, располагаются в правой латеральной затылочно-височной извилине, левой нижней теменной доле, правой передней теменной доле и левой нижней лобной извилине. Некоторые исследователи полагают, что подавление мю-ритма может быть следствием активности зеркальных нейронов и представляет собой высокоуровневую интегративную обработку активности системы зеркальных нейронов. Исследования на обезьянах (с использованием инвазивных методов регистрации) и на человека (с использованием ЭЭГ и фМРТ) показали, что зеркальные нейроны возбуждаются не только во время двигательной активности, но также отвечают на намерение.

## Развитие
Центральный альфа-подобный ритм, отвечающий уменьшением амплитуды как на самостоятельные, так и на наблюдаемые движения обнаруживается у новорождённых с возраста 11 недель на частоте в 3 Гц. Частота его колебаний быстро растёт в течение первого года жизни и достигает 6-8 Гц. Большинство исследователей склонно считать этот центральный ритм — мю-ритмом новорождённых, имеющим ту же природу, что и у взрослых. С возрастом частота мю-ритма продолжает увеличиваться, достигая к 4 годам — 9 Гц и стабилизируется на 10 Гц к совершеннолетию.
Мю-ритм считается индикатором способностей младенцев к подражанию. Способность имитировать играет важную роль в развитии двигательных навыков, использовании инструментов, и понимании причинно-следственных связей через социальное взаимодействие. Имитация является неотъемлемой частью развития социальных навыков и понимания невербальных сигналов. Мю-ритм присутствует как у взрослых так и у детей до и после выполнения моторной задачи, которая сопровождается его десинхронизацией. Однако, у младенцев во время выполнения целенаправленных движений степень десинхронизации больше чем у взрослых. Подобная картина наблюдается не только при самостоятельных движениях, но также и во время наблюдения за движениями другого человека.

### Аутизм
Аутизм связан с дефицитом социального взаимодействия и общения. Мю-ритм и система зеркальных нейронов изучаются в связи со своей возможной ролью в развитии этого заболевания. У здорового человека зеркальные нейроны возбуждаются при выполнении действий или при наблюдении за выполнением действий другим человеком. У людей, страдающих аутизмом, зеркальные нейроны активизируются (и, следовательно, мю волны подавляются) только тогда, когда человек выполняет действие самостоятельно, но не при наблюдении за действиями другого человека. Это открытие привело некоторых учёных к предположению, что аутизм связан с нарушением работы зеркальных нейронов при котором затруднено понимание интенций и целей других людей. Подобные нарушения могут объяснить трудности, испытываемые людьми с аутизмом при общении и понимании других людей.

## Интерфейсы мозг-компьютер
Интерфейсы мозг-компьютер (ИМК) — активно развивающаяся технология, которая, как полагают, однажды сможет дать бо́льшую независимость людям с инвалидностями. Предполагается, что эти технологии смогут помогать людям почти полностью или даже полностью парализованным, например с такими заболеваниями как тетраплегия (квадриплегия) или боковым амиотрофическим склерозом. ИМК могут помочь таким больным в общении или даже позволят контролировать движение инвалидных кресел и нейропротезов. Одним из типов МКИ является интерфейс, использующий событийно-связанную десинхронизацию мю-ритма для управления компьютером. Этот метод мониторинга активности мозга основан на том факте, что когда группа нейронов находится в состоянии покоя они, как правило, возбуждаются синхронно. Если оператор МКИ мысленно представит движение («событие»), произойдёт десинхронизация (связанная с «событием»). Нейроны, которые до этого возбуждались синхронно, приобретут свои индивидуальные, не похожие друг на друга паттерны возбуждения. Это приведёт к уменьшению амплитуды регистрируемого сигнала, которое может быть зафиксировано и проанализировано при помощи компьютера. Операторы подобных МКИ тренируются визуализировать движения ногами, руками и/или языком. Эти части тела имеют удалённые друг от друга проекционные зоны коры головного мозга и поэтому их легче всего отличить друг от друга на основе записей электроэнцефалограммы (ЭЭГ) или электрокортикограммы (ЭКоГ) с электродов размещённых над моторной корой. Событийно-связанная десинхронизация может быть использована вместе с другими методами мониторинга электрической активности мозга, позволяя создавать гибридные ИМК, которые часто оказываются более эффективными, чем ИМК использующие только один метод мониторинга.

## История
Мю-ритм впервые был описан Гасто в 1952 году и был охарактеризован им как «the rythme en arceau» за характерную аркообразную форму волн. Позднее в электроэнцефалографической литературе мю-ритм получил название роландического или центрального альфа ритма, поскольку его фокус располагается рядом с центральной (роландовой) бороздой коры головного мозга, а частота колебаний совпадает с частотой затылочного альфа-ритма. Однако, долгое время ему не придавали большого значения так как считалось, что он встречается лишь у небольшой части людей. Применение современных техник анализа сигнала, таких как анализ независимых компонент, доказало наличие мю-ритма у большинства здоровых людей.

## Корреляты мю-ритма
В отличие от α-ритма, μ-ритм активируется во время психической нагрузки и психического напряжения. Выполнение любых движений независимо от их структуры, силовой, временной, пространственных характеристик всегда сопровождается блокированием μ-ритма. Ритм также блокируется мысленным представлением движения, состоянием готовности к движению или тактильной стимуляцией. Мало реагирует на воздействия других раздражений, например, световых и звуковых. Выражен у слепых, компенсирующих потерю зрения развитием тактильного и двигательного исследования среды, у которых он встречается в три раза чаще по сравнению со зрячими. Также μ-ритм выражен у спортсменов (в пять раз чаще, чем у лиц, не занимающихся спортом).